# Montes Dícti
Dícti (em grego: Δίκτη; romaniz.: Díkti) ou Lasitiótika Óri (Λασιθιώτικα Όρη) é uma cadeia de montanhas do leste de Creta na unidade regional de Lasíti. No oeste, estende-se à unidade regional de Heraclião. De acordo com a mitologia grega, Zeus foi criado na montanha em uma caverna chamada Diktaion Antron (caverna de Psicro, no planalto de Lasíti). A topografia da cadeia é rica em uma série de planaltos (Lasíti, Cátaro, Omalos, Limnacaro) vales e picos secundários. Seus picos principais são o Spathi (2 148 m), Afentis Hristos (2 141 m) e Lazaros (2 085 m). O maciço principal forma uma ferradura ao redor do vale de Selacano. Grande parte da zona montanhosa, incluindo o vale de Selacano, são florestas de pinheiros (Pinus brutia), pinheiros-carrasco (Quercus coccifera), ciprestes-italianas (Cupressus sempervirens), azinheiras (Quercus ilex) e bordos cretenses (Acer sempervirens). Os vales férteis e planaltos de Dícti são de importância significativa para a economia local.